# Świszułkowo
Świszułkowo (niekiedy: Szwiszułkowo, Świszulskowo) – dawna osada w Wielkopolsce, powiecie poznańskim, gminie Kleszczewo, nieopodal Nagradowic i Bugaju.
Wzmiankowana w Słowniku Geograficznym Królestwa Polskiego i innych krajów słowiańskich z roku 1890 jako folwark leżący w ówczesnym powiecie średzkim, należący do parafii Krerowo, zabrany przez rząd pruski, wcielony do domeny Swarzędz. 
Wymieniona także w Meyers Orts- und Verkehrs-lexikon des deutschen Reichs jako leśniczówka. 
Osada ostatni raz na mapach przedstawiona została w 1903 roku. 
W jej miejscu znajduje się punkt poboru opłat „Nagradowice” na autostradzie A2.